# 小林幸司
小林 幸司（こばやし こうじ、KOBAYASHI Koji、1984年4月30日 - ）は、日本のソフトテニス選手。ポジションは前衛、篠原秀典とのペアでながらく日本代表を率いた。

## 来歴
神奈川県出身。 岡山理大付属高校ー日本体育大学-岡山理大付属ーミズノ。2004アジア選手権が国際大会初代表。

## 四大国際大会戦績
- 2004アジアソフトテニス選手権　ダブルスベスト８（菅野創世・小林幸司）シングルスベスト８　団体銅メダル
- 2007世界ソフトテニス選手権
- 2008アジアソフトテニス選手権　団体銀メダル
- 2010アジア競技大会　ダブルス銅メダル（篠原秀典・小林幸司）　国別対抗団体戦銀メダル
- 2011世界ソフトテニス選手権　ダブルス銀メダル（篠原秀典・小林幸司）　国別対抗団体戦銀メダル
- 2012アジアソフトテニス選手権　ダブルスベスト8（篠原秀典・小林幸司）　国別対抗団体戦金メダル
- 2013東アジア競技大会　ダブルス金メダル（篠原秀典・小林幸司）　国別対抗団体戦金メダル
- 2014アジア競技大会　ダブルスベスト８（篠原秀典・小林幸司）　国別対抗団体戦銀メダル
- 2016アジアソフトテニス選手権　ダブルス銅メダル（篠原秀典・小林幸司）　国別対抗団体戦金メダル